# Словоерс

Словоерс в тексте романа Ф. М. Достоевского «Преступление и наказание» (первое книжное издание, 1867, т. II, с. 121)

Словое́рс (тж. словое́р, словое́рик, от традиционных названий букв: С — «слово» и Ъ — «ер») — название частицы -с (написание по старой орфографии — -съ), прибавляемой в русском языке к концу слов в определённых ситуациях:
- в XIX веке — в знак почтения к собеседнику, то есть как адрессивное окончание;
- в конце XIX века к адрессивному значению прибавилось гоноративное, а именно депрециативное (демонстративное самоунижение).

## История
Исходно — сокращение от слова «сударь», «государь». Произносилось, когда было уместно «сударь»: вместо «извольте, сударь» — «извольте-с». Обычное место словоерса — после «да» и «нет» («да-с» и «нет-с»), после глаголов («извольте-с»), а также после любого значимого слова.
Последовательность сокращений: государь → сударь → су (уже приобрело свойство постфикса: я-су пошелъ) → съ.
Название «словоерс» происходит из системы обучения азбуке «по складам», когда ученики повторяли «заклинания» в таком духе: буки-аз — БА, веди-аз — ВА, глаголь-аз — ГА…; буки-есть — БЕ, веди-есть — ВЕ, глаголь-есть — ГЕ… и т. п.; среди таких «складов» были и с буквой Ъ (ер) на втором месте, а среди них и «слово-ер — СЪ»; произносилось последнее именно как «словоерс».

## Оттенки значения
В XIX веке словоерс считался выражением почтения к собеседнику. В свою очередь, употребление словоерса считалось признаком вежливости, галантности собеседника.
У Пушкина в «Евгении Онегине»:

Он дамам к ручке не подходит;
Всё да, да нет, не скажет да-с
Иль нет-с — таков был общий глас.

У Тургенева в «Гамлете Щигровского уезда»:

Я уже давно замечал, что почти все мои соседи, молодые и старые, запуганные сначала моей учёностию, заграничной поездкой и прочими удобствами моего воспитания, не только успели совершенно ко мне привыкнуть, но даже начали обращаться со мной не то грубовато, не то с кондачка, не дослушивали моих рассуждений и, говоря со мной, уже «слово-ерика» более не употребляли.

У него же в «Нови» персонаж консервативных убеждений сокрушается:

Слово-ерик-с пропало, и вместе с ним всякое уважение и чинопочитание!

В конце века словоерс приобрёл оттенок деприциатива, ритуального самоунижения. У Достоевского в «Братьях Карамазовых»:

— Николай Ильич Снегирёв-с, русской пехоты бывший штабс-капитан-с, хоть и посрамлённый своими пороками, но всё же штабс-капитан. Скорее бы надо сказать: штабс-капитан Словоерсов, а не Снегирёв, ибо лишь со второй половины жизни стал говорить словоерсами. Слово-ер-с приобретается в унижении.
— Это так точно, — усмехнулся Алёша, — только невольно приобретается или нарочно?
— Видит бог, невольно. Всё не говорил, целую жизнь не говорил словоерсами, вдруг упал и встал с словоерсами.

Тогда же словоерс начал приобретать функцию подчёркивания смысла, «нажима», а также маркера иронии.
У того же Достоевского в «Преступлении и наказании» словоерсом широко пользуется следователь Порфирий Петрович, в том числе в знаменитом «Вы и убили-с».
В XX веке (особенно в первой половине) словоерс сохранился в субкультуре «домашних» («семейных») врачей. Словоерс здесь использовался для придания себе авторитета и отчасти в психотерапевтических целях, для успокоения больных (особенно стариков, для которых словоерс был привычной формой вежливости). Словоерс также сохранялся в речи статусных интеллигентов (профессуры, старых учителей и т. п.) в качестве знака причастности к «старой» (то есть к более элитарной, чем советская) культуре, как символ «разрешённого барства». В таком значении он использовался в качестве окончания служебных слов типа «ну-с», «да-с», «вот-с», «так-с».
В настоящее время словоерс употребляется крайне редко и только для маркировки авторской иронии. Одним из редких случаев проникновения словоерса в активный словарь является крылатое выражение «Ждём-с!», заимствованное из телевизионной рекламы банка «Империал» (1995). Однако оно также употребляется исключительно с обертонами иронии или скрытого недоброжелательства.